# Jaiavira Bandara
Jaiavira Bandara foi o rei de Cândia entre 1511 e 1552. Ele sucedeu seu pai Senasammata Vikramabahu como rei e foi sucedido por seu filho Karalliyadde Bandara. Durante o reinado de Bandara, frades católicos apareceram na corte e algumas conversões ocorreram no reino.